# Edwardsia capensis
Espèce
Edwardsia capensis est une espèce de la famille des Edwardsiidae.

## Systématique
Le nom valide complet (avec auteur) de ce taxon est Edwardsia capensis Carlgren, 1938.

## Publication originale
- Carlgren, O. (1938). South African Actiniaria and Zoantharia. Kungliga Svenska Vetenskapsakademiens Handlingar. 17(3): 1-148.